# گیه‌لی پایین
گیه‌لی پایین (ترکی آذربایجانی: Aşağı Gəyəli) یک منطقهٔ مسکونی در جمهوری آرتساخ است که در استان کاشاتاق واقع شده‌است.